# Daneøkse
Daneøksen eller den danske økse er en stridsøkse, der blev brugt i vikingetiden og i den tidlige middelalder. Navnet indikerer, at den var særlig populær blandt danske vikinger.
Et andet navn er den engelsk langøkse. Øksen har et stort blad og et skaft på op til en meter.

## Historie
I 900- og 1000-tallet var daneøksen populær uden for Skandinavien i områder, hvor indflydelsen fra vikingerne var stærk som i England, Irland og i Normandiet. Historiske beretninger fortæller om daneøksen som et våben for krigereliten som huskarlene i det angelsaksiske England. På Bayeux-tapetet, der viser hvordan Vilhelm Erobreren vandt Englands trone, bliver daneøksen næsten udelukkende brugt af huskarle. Det var Harold Godvinsons nærmeste soldater under Slaget ved Hastings. Bayeux-tapetet viser også en normanner, der kløver et hestehoved med ét hug. Daneøksen blev også brugt af Væringerne kendt som pelekyphoros phroura (πελεκυφόρος φρουρά), den "øksebærende vagt". Billedmateriale fra Konstantinopel] viser en vagt fra væringerne, der holder en høj økse.
Selv om den stammer fra Skandinavien, blev daneøksen brugt i store dele af Europa i 1100-tallet, hvor økser blev anset for et ridderligt våben, selv om det ikke helt nåede samme status som sværdet. De begyndte også at blive brugt som et stagevåben til infanteri med et længere skaft på omkring 1,8 m. I 1200- og 1300-tallet blev formen også ændret ved at gøre den nederste del af bladet længere, så det berørte skaftet. Denne type våben blev i England kaldt en sparth-økse. Nogle mener, at den er forløberen for hellebarden.
Brugen af daneøksen fortsatte ind i 1300-tallet, men økser med spydspidser og spidser bag på bladet som en stridshammer, blev mere populære, da de nemmere kunne ødelægge rustninger. De udviklede sig til den såkaldte poleaxe i 1400-tallet. Den simple daneøkse blev fortsat brugt i Skotland og Irland op i 1500-tallet. I Irland blev den særlig associeret med Gallóglaigh-lejesoldater.

## Berømtheder med øksen
Under Slaget ved Stiklestad i 1030 blev kong Olav dræbt med  en daneøkse, der i dag indgår i Norges rigsvåben.
Stefan af Blois - konge af England - brugte efter sigende en daneøkse under slaget ved Lincoln i 1141. En beretning siger, at hans sværd knækkede, mens en anden siger at han først brugte sit sværd, efter at hans økse var gået i stykker.
Robert 1. af Skotland dræbte Henry de Bohun i slaget ved Bannockburn i 1314 med et hug af sin økse. Det skulle have været så kraftigt at både Bohuns hjelm og kranium blev kløvet, og økseskaftet knækkede.